# Sally Brampton
Sally Jane Brampton (Brunéi, 15 de julio de 1955-St Leonards-on-Sea, Reino Unido, 10 de mayo de 2016) fue una periodista, escritora y editora británica. En 1985 fundó la edición británica de la revista francesa Elle.

## Biografía

### Juventud
Nació en Brunéi, en la isla de Borneo. Sus padres eran Pamela y Roy Brampton, un gerente de la petrolera Shell. Tenía un hermano mayor y uno más joven. Su familia vivió en diferentes países como consecuencia del trabajo de su padre. Sally asistió a un total de doce colegios, incluyendo uno en Río de Janeiro, el Ashford School de Kent, donde estuvo internada, y el St Clare's de Oxford. Tras dejar el colegio, estudió moda en la escuela de arte de Saint Martin.
Tras ganar una competición, Brampton comenzó a trabajar para la revista Vogue en 1978 y tres años más tarde llegó a ser la editora de moda de The Observer.

### Creación de la edición británica deElle
Brampton fue elegida para ser la editora de la edición británica de la revista francesa Elle, cuyo primer número se publicó en noviembre de 1985. «Había una nueva generación [de mujeres] tratando de abrirse su camino hacia el futuro», declaró después. «Elle fue la primera revista convencional en darle voz a esa generación». El público objetivo de la publicación incluía mujeres profesionales interesadas por la moda y las compras en vez de en las emociones y las relaciones personales. Los escritores Jeanette Winterson, Julie Burchill y Tony Parsons fueron algunos de los que contribuyeron durante el mando de Brampton. Para este momento, Sally era ya una amiga cercana del diseñador Jasper Conran.
Poco después de la primera publicación de Elle en el Reino Unido, un cazador de talentos avistó a Naomi Campbell, que no había cumplido aún 16 años, en Covent Garden. Elle usó a Campbell para su portada en abril de 1986, lo cual ayudó al despegue de su carrera. Brampton se opuso al uso de modelos con sobrepeso. En esta línea, publicó algunos artículos acerca de «planes alimenticios sanos». Después de varios encontronazos con la editorial de la revista, Hachette, Brampton abandonó la compañía en 1989 con el objetivo de desarrollar su carrera como novelista y escritora por cuenta propia.
En noviembre de 1999, Brampton fue designada editora de la revista Red. Por aquel entonces, Red era relativamente nueva, ya que su primera publicación se había producido en enero de 1998. Sally se desempeñó en el puesto durante cerca de un año. Fue despedida en octubre de 2000, ya que, supuestamente, su decisión de publicar artículos relacionados con la política, incluyendo entrevistas con el primer ministro Tony Blair y con la parlamentaria Mo Mowlan, habían provocado un descenso de las ventas.
En enero de 2001, fue diagnosticada de depresión clínica. En sus memorias, tituladas Shoot the Damn Dog (2008) — el título, que puede traducirse como «dispara al maldito perro», hace referencia a la descripción de Churchill de su depresión como un «perro negro»—, se recoge la experiencia de Brampton con la enfermedad y sus períodos como paciente interna. El periodista Simon Garfield apuntó en un artículo para The Observer que «su historia es apremiante e inquebrantable y no pretende que su caída y lenta recuperación coincidan con las de otros».
Desde 2006 trabajó como consultora sentimental —en inglés se conoce como «agony aunt» al columnista que responde a las cartas escritas por los lectores en las que estos detallan sus problemas personales, aconsejándoles cómo resolverlos— para un suplemento del The Sunday Times. Sin embargo, el periódico puso fin a su columna en 2014. También se desempeñó en un puesto similar en el Daily Mail. Asimismo, también escribió para la revista de mujeres Psychologies. Del mismo modo, al ser una apasionada de la jardinería, escribió para la publicación Easy Living, que trataba esos asuntos. Sus novelas fueron Good Grief (1992), Lovesick, Concerning Lily y Love, Always (2000).

### Fallecimiento
Se cree que Brampton se lanzó al mar en St Leonard's a lo largo del 10 de mayo de 2016. No obstante, un portavoz del cuerpo de policía de Sussex negó que hubiese «circunstancias sospechosas» en torno al suceso. Tenía 60 años.
La redactora jefe de Elle en aquel momento, Lorraine Candy, escribió en la página web de la publicación que la revista que Brampton había creado era una «bocanada de aire fresco, con una atrevida y en ocasiones diferente opinión, cuestionando la norma y abogando por los nuevos pensadores». También escribió que Brampton era «inteligente, firme y estilosa», además de «elegantemente encantadora. Era una dama en el más puro sentido de la palabra, una redactora jefe que descubrió y crio al nuevo talento con el mismo entusiasmo con el que lo hizo con su familia y sus amigos».

## Vida personal
Brampton se casó y divorció en tres ocasiones. Estuvo brevemente casada con el director de cine y televisión Nigel Cole, cuya película más conocida es Las chicas del calendario (2003). Posteriormente, en 1990, contrajo matrimonio con el productor y ejecutivo de televisión Jonathan Powell. Tuvo una hija llamada Molly con él, la cual trabaja actualmente en la industria editorial. El matrimonio llegó a su fin alrededor del año 2000. Su tercer marido fue Tom Wnek, que ha desempeñado algún empleo relacionado con la mercadotecnia ética. Brampton se mudó a St Leonards, Sussex del Este, desde Londres en 2010, tras separarse de su tercer marido.